# Chipana (apellido)
Chipana es un apellido patronímico friulano muy común en el norte de Italia y zonas de Hispanoamérica con ascendencia italiana. Deriva del nombre de Chippa más -na patronímico formante de apellidos friulanos terminados en na.

## Etimología
Documentado desde el año 1300 en el friulano Chippanna original , nos viene de la misma palabra friulana medieval Chippa, La sílaba "-na" final  es una genetivización latina (hijo de Chippa), mientras que la doble  -n-  es un caso de hipercorrección. Primera atestación de Chippanni de Premariacco en el siglo XVI.